# Легеланд, Герхард
Герхард Легеланд (нидерл. Gerhard Legeland CSSR, 9 марта 1909 года, Голландия – 4 апреля 1989 года, Веетебула, Индонезия) — католический прелат, апостольский префект Веетебулы с 15 марта 1960 года по 1969 год, член монашеской конгрегации редемптористов.

## Биография
18 декабря 1937 года Герхард Легеланд был рукоположён в священника в монашескую конгрегации редемптористов, после чего был отправлен на миссию в Нидерландскую Новую Гвинею. 
20 октября 1959 года Римский папа Иоанн XXIII учредил апостольскую префектуру Веетебулы и 15 марта 1960 года назначил Герхарда Легеланда апостольским префектом Веетебулы. 
Участвовал в работе II, III и IV сессиях Второго Ватиканского собора. 
В 1969 году Герхард Легеланд подал в отставку. Скончался 4 апреля 1989 года в городе Веетебула. 